# Shangdi
Shangdi (chinês tradicional: 上帝; pinyin: Shàngdì; Wade-Giles: Shang Ti) é o Deus Supremo no sistema religioso original do povo da Dinastia Han. 
O termo foi usado a partir do segundo milénio a.C. até os dias atuais, pronunciado conforme o dialeto mandarim moderno. Ao ser literalmente traduzido, pode significar "Imperador do Céu" ou "Soberano do Céu", interpretando-se como "Senhor das Alturas", "Altíssimo", "Deus nas alturas", "o Deus Supremo" ou "Deus Celestial".
Outra distinção honorífica de Shangdi é simplesmente "Di" (帝), sendo associado principalmente com o Céu (Paraíso). Desde os primórdios da história chinesa, especialmente a partir da Dinastia Zhou (周朝,  de 1122 a.C. a 256 a.C.) em diante, outro nome também foi usado para se referir ao Deus Supremo dos chineses, "Tian" (天), detentor de diversos significados no chinês antigo: céu, em seu aspecto físico, ou o Deus que presidia o Céu (Paraíso). Ao ser utilizado com essa última acepção, trazia com ele o significado de Shangdi. Na época da Dinastia Han, o estudioso e influente confucionista Zheng Xuan constatou que "Shangdi era outra denominação de Tian". Shangdi nunca é representado por meio de imagens ou ídolos na tradição chinesa.